# Periscyphis mofousensis
Periscyphis mofousensis is een pissebed uit de familie Eubelidae. De wetenschappelijke naam van de soort is voor het eerst geldig gepubliceerd in 1996 door Dalens.